# Danh sách chi của Noctuidae
Noctuidae là một họ bướm đêm có hơn 35.000 loài được biết đến trong tổng số có thể lên đến 100.000 loài trong hơn 4.200 chi. Dưới đây liệt kê một số chi theo nhóm ABC.

## A
- Abablemma
- Abacena
- Abagrotis
- Ablepharon
- Ablephica
- Ableptina
- Ablita
- Abolla
- Abriesa
- Abromias
- Abrostola
- Abseudrapa
- Aburina
- Acacallis
- Acaenica
- Acanthermia
- Acanthocoles
- Acanthodelta
- Acanthodica
- Acantholeucania
- Acantholipes
- Acanthoplusia
- Acanthopolia
- Acanthoprora
- Acantuerta
- Acerra
- Achaea
- Achaeops
- Acharya
- Achatia
- Achatodes
- Acherdoa
- Achytonix
- Acidaliodes
- Acidon
- Acigona
- Acmana
- Acnissa
- Acolasis
- Acontarache
- Acontia
- Acontiola
- Acopa
- Acosmetia
- Acrapex
- Acrarmostis
- Acremma
- Acritogramma
- Acrobyla
- Acronicta
- Acronictoides
- Acropserotarache
- Acroria
- Acroriesis
- Acroriodes
- Acrosphalia
- Actebia
- Actinotia
- Acutipenna
- Acygnatha
- Acygonia
- Acylita
- Adamphipyra
- Adaphaenura
- Adelphagrotis
- Adeva
- Adiopa
- Adipsophanes
- Adisura
- Adita
- Admetovis
- Adonisea
- Adoraria
- Adpyramidcampa
- Adra
- Adrana
- Adrapsa
- Adrapsoides
- Adris
- Adrocampa
- Adyroma
- Aedia
- Aedophron
- Aegara
- Aegilia
- Aegle
- Aegleoides
- Aegocera
- Aegoceropsis
- Aeologramma
- Aethalina
- Aethodes
- Afotella
- Afrenella
- Africalpe
- Afrogortyna
- Agabra
- Agamana
- Aganopis
- Aganzagara
- Agape
- Agarista
- Agaristodes
- Agassizia
- Aggustiana
- Aginna
- Aglaonice
- Aglossestra
- Aglossostola
- Agnomonia
- Agnorisma
- Agoma
- Agraga
- Agrapha
- Agriopodes
- Agrochola
- Agrolitha
- Agronoma
- Agroperina
- Agrotana
- Agrotimorpha
- Agrotiphila
- Agrotis
- Agrotisia
- Agrotontia
- Agyra
- Aingrapha
- Airamia
- Akoniodes
- Akonus
- Alabama
- Alamis[cần định hướng]
- Alapadna
- Alberticodes
- Alelimma
- Alelimminola
- Aleptina
- Aleptinoides
- Alesua
- Aletia
- Aletopus
- Aleucanitis
- Alibama
- Alika
- Alikangiana
- Alimala
- Alinobia
- Alinza
- Allagrapha
- Allerastria
- Allia
- Allitoria
- Alloasteropetes
- Allophyes
- Allorhodoecia
- Allotria
- Alogonia
- Alophosoma
- Alotsa
- Alpesa
- Alpichola
- Alpsotis
- Altiplania
- Altipolia
- Aluaca
- Alura
- Alvaradoia
- Alypia
- Alypiodes
- Alypophanes
- Alysina
- Amabela
- Amarna
- Amathes
- Amazela
- Amazonides
- Amblygoes
- Amblygonia
- Amblyprora
- Amblyzancla
- Amefrontia
- Amelina
- Amephana
- Ametropalpis
- Amiana
- Amilaga
- Ammetopa
- Ammoconia
- Ammogrotis
- Ammophanes
- Ammopolia
- Amolita
- Ampelasia
- Amphia
- Amphidrina
- Amphigonia
- Amphilita
- Amphiongia
- Amphipoea
- Amphipyra
- Amphitrogia
- Amphitrota
- Amphodia
- Amphoraceras
- Amyna
- Amynodes
- Anabathra
- Anablemma
- Anachrostis
- Anadevidia
- Anagnia
- Anagoa
- Anagrapha
- Analetia
- Anamecia
- Ananepa
- Anapamea
- Anaplectoides
- Anaplusia
- Anapoma
- Anarta
- Anartodes
- Anartomima
- Anartomorpha
- Anatatha
- Anateinoma
- Anathetis
- Anathix
- Ancara
- Ancarista
- Anchiroe
- Anchoscelis
- Ancistris
- Andesia
- Andicola
- Andobana
- Andrewsia
- Andrhippuris
- Andrianam
- Androdes
- Androloma
- Androlymnia
- Andropolia
- Aneda
- Anedhella
- Aneliopis
- Anepilecta
- Anepischetos
- Anereuthina
- Anereuthinula
- Aneuviminia
- Angulostiria
- Anhausta
- Anhimella
- Aniana
- Anicla
- Anigraea
- Anigraeopsis
- Anisoneura
- Anitha
- Annaphila
- Anoba
- Anodontodes
- Anomis
- Anomocala
- Anomogyna
- Anomophlebia
- Anophia
- Anophiodes
- Anoratha
- Anorena
- Anorthoa
- Anorthodes
- Anpyramida
- Ansa
- Antachara
- Antapamea
- Antapistis
- Antaplaga
- Antarchaea
- Anterastria
- Antha
- Anthocitta
- Anthodes
- Antholopha
- Anthracia
- Antiamphipyra
- Antiblemma
- Anticarsia
- Antichera
- Antigodasa
- Antiophlebia
- Antipolia
- Antirhyacia
- Antitype
- Antivaleria
- Antoculeora
- Anua
- Anuga
- Anugana
- Anumeta
- Anycteola
- Anydrophila
- Aon
- Apaconjunctdonta
- Apaegocera
- Apamea
- Apanda
- Apaustis
- Apharetra
- Aphorisma
- Aphypena
- Apina
- Apistis
- Apladrapsa
- Aplectoides
- Aplocampa
- Aplotelia
- Apocalymnia
- Apopestes
- Aporophoba
- Aporophyla
- Apospasta
- Apostema
- Apoxestia
- Appana
- Apphadana
- Apsaphida
- Apsaranycta
- Apsarasa
- Apustis
- Arabriga
- Araea
- Araeognatha
- Araeopterella
- Araeopteron
- Aramuna
- Arasada
- Arattatha
- Arbasera
- Arboricornus
- Arbostola
- Archana
- Archanara
- Archanarta
- Archephia
- Arcilasisa
- Arcte
- Arctinia
- Arctiopais
- Arctomyscis
- Arenarba
- Arenostola
- Aretypa
- Argania
- Argentostiria
- Argidia
- Argillana
- Argillophora
- Argiva
- Argyphia
- Argyrana
- Argyrargenta
- Argyrhoda
- Argyritis
- Argyrogalea
- Argyrogramma
- Argyrolepidia
- Argyrolopha
- Argyromata
- Argyromatoides
- Argyropasta
- Argyrospila
- Argyrosticta
- Argyrostrotis
- Ariathisa
- Aridagricola
- Ariphrades
- Aristaria
- Armada
- Armana
- Aroana
- Arpia
- Arrade
- Arrothia
- Arsacia
- Arsaciodes
- Arsilonche
- Arsina
- Arsisaca
- Artena
- Arthisma
- Arthrochlora
- Artigisa
- Artiloxis
- Arugisa
- Arvaduca
- Arytrura
- Arytrurides
- Arzama
- Arzamopsis
- Ascalapha
- Asclepistola
- Aseptis
- Ashworthia
- Asiccia
- Asidemia
- Asisyra
- Asota
- Aspidhampsonia
- Aspidifrontia
- Asplenia
- Asta
- Astephana
- Asteropetes
- Asteroscopus
- Astha
- Asthala
- Asthana
- Asticta
- Astiotes
- Astonycha
- Asylaea
- Asymbata
- Asymbletia
- Asyneda
- Atacira
- Ateneria
- Atethmia
- Athaumasta
- Athetis
- Athurmodes
- Athyrma
- Athyrmella
- Athyrmina
- Athysania
- Atimaea
- Atlantagrotis
- Atopomorpha
- Atrachea
- Atrephes
- Attatha
- Attonda
- Atypha
- Aucha
- Auchecranon
- Auchenisa
- Auchmis
- Auchmophanes
- Aucula
- Audea
- Aulocheta
- Aulotarache
- Aumakua
- Aurxanthia
- Ausava
- Ausinza
- Australothis
- Austramathes
- Austrandesia
- Austrazenia
- Authadistis
- Autoba
- Autographa
- Autophila
- Autoplusia
- Avatha
- Aventina
- Aventiola
- Avirostrum
- Avitta
- Avittonia
- Axenus
- Axiocteta
- Axiorata
- Axylia
- Azatha
- Azazia
- Azenia
- Azeta
- Azirista
- Azumaia

## B
- Badausa
- Badiza
- Baecula
- Bagada
- Bagisara
- Ballonicha
- Balsa
- Bambusiphila
- Bamra
- Banassa
- Bandelia
- Baniana
- Baniopis
- Baorisa
- Baptarma
- Baputa
- Barastrotia
- Baratha
- Barbesola
- Barcita
- Bareia
- Bariana
- Barrovia
- Barybela
- Basilica
- Basilodes
- Bastilla
- Bathystolma
- Bathytricha
- Batina
- Batracharta
- Batuana
- Batyma
- Bavilia
- Baxagha
- Beckeugenia
- Behounekia
- Behrensia
- Beihania
- Belciades
- Belciana
- Bellura
- Belosticta
- Bematha
- Bendis
- Bendisodes
- Bendisopis
- Benjaminiola
- Beregra
- Berioana
- Beriohansa
- Beriotisia
- Berocynta
- Berresa
- Berrhaea
- Bertula
- Bertulania
- Bessacta
- Bessula
- Betusa
- Biagicola
- Biangulypena
- Biareolifera
- Bibacta
- Bicondica
- Bifrontipta
- Bihymena
- Biregula
- Birtha
- Bischoffia
- Bistica
- Bithiasa
- Bithiga
- Bityla
- Blancharditia
- Blanona
- Blasticorhinus
- Blemmatia
- Blepharamia
- Blepharita
- Blepharoa
- Blepharomima
- Blepharonia
- Blepharosis
- Bleptina
- Bleptinodes
- Bleptiphora
- Blosyris
- Boalda
- Bocana
- Bocula
- Boethanthia
- Bolica
- Bombotelia
- Bombiciella
- Bomolocha
- Bompolia
- Bonaberiana
- Bononia
- Borbotana
- Bornolis
- Borolia
- Borsania
- Borsippa
- Boryza
- Boryzola
- Boryzops
- Bostrodes
- Bostrycharia
- Bouda
- Boursinania
- Boursinia
- Boursinidia
- Bousinixis
- Bracharthron
- Brachionycha
- Brachycosmia
- Brachycyttara
- Brachygalea
- Brachyherca
- Brachylomia
- Brachyona
- Brachypteragrotis
- Brachytegma
- Brachyxanthia
- Bradunia
- Brana
- Brandtaxia
- Brandticola
- Brephos
- Brevipecten
- Briarda
- Britha
- Brithodes
- Brithys
- Brithysana
- Brontypena
- Brotis
- Brunnarsia
- Bryocodia
- Bryogramma
- Bryograpta
- Bryoleuca
- Bryolymnia
- Bryomima
- Bryomixis
- Bryomoia
- Bryonola
- Bryonycta
- Bryophila
- Bryophilina
- Bryopolia
- Bryopsis
- Bryotype
- Bryotypella
- Bryoxena
- Buciara
- Bucinna
- Bulia
- Bulna
- Buphana
- Burdettia
- Burdria
- Burgena
- Busmadis
- Busseola
- Butleronea
- Buzara
- Byturna

## C
- Cabralia
- Cacofota
- Cadiorapa
- Caduca
- Caecila
- Caedesa
- Caenurgia
- Caeshadena
- Caffristis
- Calamia
- Calamistis
- Calanomogyna
- Calesia
- Calesidesma
- Calesiodes
- Calicula
- Caligatus
- Callargyra
- Callegaria
- Callhyccoda
- Callicereon
- Calliergis
- Calligraphidia
- Callingura
- Calliocloa
- Calliodes
- Callipyris
- Callistege
- Callixena
- Calloecia
- Callophisma
- Callopistria
- Calloruza
- Callostolis
- Callostrotia
- Callyna
- Calocea
- Calocestra
- Calocharia
- Calocucullia
- Calogramma
- Calophasia
- Calophasidia
- Caloplusia
- Caloxestia
- Calpiformis
- Calpoparia
- Calydia
- Calymma
- Calymnia
- Calymniodes
- Calymniops
- Calyptis
- Calyptra
- Camphypena
- Campometra
- Camptocrossa
- Camptylochila
- Campydelta
- Canatha
- Canthylidia
- Capelica
- Caphornia
- Capillamentum
- Capis
- Capitaria
- Capnistis
- Capnodes
- Caradana
- Caradjia
- Caradrina
- Carandana
- Caranilla
- Caranusca
- Carbona
- Carcharoda
- Cardalena
- Cardepia
- Cardiestra
- Cardiosace
- Carelis
- Carillade
- Cariona
- Carissa
- Carmara
- Caroga
- Carpheria
- Carpholithia
- Carsina
- Carteia
- Carteris
- Caryonopera
- Casamba
- Casandria
- Casperia
- Cassania
- Castanasta
- Catabapta
- Catabena
- Catada
- Catadella
- Catadoides
- Catalana
- Cataloxia
- Catamecia
- Catamelas
- Catasema
- Catephia
- Catephiodes
- Catephiona
- Catoblemma
- Catocala
- Caularis
- Cauninda
- Cautaeschra
- Cautatha
- Cecharismena
- Ceilodiastrophon
- Celaena
- Celagyris
- Celeopsyche
- Celiptera
- Cellacrinata
- Cenigria
- Centrartha
- Centrochlora
- Centrogone
- Cephalospargeta
- Cephena
- Ceramica
- Cerapoda
- Cerapteryx
- Ceraptila
- Cerastis
- Cerathosia
- Ceratostrotia
- Cerbia
- Cercosimma
- Cerma
- Cerocala
- Ceroctena
- Ceromacra
- Cerviplusia
- Cerynea
- Cetola
- Chabora
- Chabuata
- Chadaca
- Chaetaglaea
- Chaetoloma
- Chaetostephana
- Chalcamistis
- Chalciope
- Chalcoecia
- Chalconyx
- Chalcopasta
- Chalenata
- Chalestra
- Chamaeclea
- Chamyla
- Chamyna
- Chamyris
- Chamyrisilla
- Chandata
- Chaograptis
- Chara
- Charanyca
- Charanyctycia
- Charierges
- Charitosemia
- Charmodia
- Charoblemma
- Chasmina
- Chasminodes
- Chazaria
- Checupa
- Cheillophota
- Cheirophanes
- Chelaprora
- Chelecala
- Chelichares
- Cheligalea
- Chelonomorpha
- Chera
- Chersotis
- Chibidokuga
- Chichimeca
- Chilkasa
- Chilodes
- Chionoxantha
- Chirconia
- Chiripha
- Chitasida
- Chlanidophora
- Chloantha
- Chloridea
- Chlorocleptria
- Chlorocodia
- Chlorognesia
- Chlorograpta
- Chlorothalpa
- Chlorothrix
- Chlumetia
- Chobata
- Chodda
- Choephora
- Choeropais
- Cholimma
- Choluata
- Chopardiana
- Chorizagrotis
- Chorsia
- Chortodes
- Chrychrysia
- Chrysanympha
- Chrysodeixis
- Chrysoecia
- Chrysograpta
- Chrysonicara
- Chrysopera
- Chrysorithrum
- Chrysozonata
- Chubutiana
- Chuduca
- Chusaris
- Chutapha
- Chytobrya
- Chytolita
- Chytonidia
- Chytonix
- Chytoryza
- Ciasa
- Cidariplura
- Cilla
- Cingalesa
- Cirphis
- Cirrhia
- Cirrhobolina
- Cirrhophanus
- Cirrodes
- Cirrodiana
- Cirrodistis
- Cirroedia
- Cisaucula
- Cissusa
- Cladenia
- Cladocerotis
- Clapra
- Clapronia
- Clara
- Clargia
- Claterna
- Claudaxylia
- Clavipalpa
- Clavipalpula
- Clemathada
- Cleoceris
- Cleonymia
- Cleophana
- Cleptomita
- Clethrorasa
- Clina
- Clinophlebia
- Clitis
- Cloniatarphes
- Closteromorpha
- Clytie
- Clytomorpha
- Clytoscopa
- Cnodifrontia
- Coarica
- Cobalos
- Cobubatha
- Coccidiphaga
- Cocytia
- Cocytodes
- Codalithia
- Codonodes
- Coelophoris
- Coeloturatia
- Coenagria
- Coenipeta
- Coenobela
- Coenobia
- Coenophila
- Coenotoca
- Coeriana
- Cofimpacia
- Cola
- Colbusa
- Coleta
- Colnettia
- Colobochyla
- Colocasidia
- Colodes
- Colonsideridis
- Colpocheilopteryx
- Cometaster
- Cometera
- Comocrus
- Comodoria
- Complutia
- Compsenia
- Compsotata
- Conacontia
- Concana
- Condate
- Condica
- Conicochyta
- Conicofrontia
- Conicophoria
- Conisania
- Conistra
- Conochares
- Conochuza
- Conocrana
- Conosema
- Conscitalypena
- Conservula
- Consobrambus
- Constantargyris
- Constantiodes
- Contortivena
- Convercala
- Copablepharon
- Copanarta
- Cophanta
- Copibryophila
- Copicucullia
- Copidryas
- Copifrontia
- Copihadena
- Copipanolis
- Copiphana
- Copitarsia
- Copitype
- Copivaleria
- Coptocnemia
- Coranarta
- Corcobara
- Coremagnatha
- Corethrobela
- Corgatha
- Corgathalia
- Coria
- Corisce
- Corna
- Cornutifera
- Cornutiplusia
- Coronta
- Cororthosia
- Corrha
- Corsa
- Cortyla
- Corubia
- Coruncala
- Corycia
- Corynitis
- Corythurus
- Coscaga
- Cosmia
- Cosmodes
- Cosmophila
- Costankia
- Cotanda
- Cotarsina
- Cotuza
- Coxina
- Craccaphila
- Crambiforma
- Crambodes
- Crambophilia
- Crambopsis
- Crameria
- Cranionycta
- Craniophora
- Craptignapa
- Crasia
- Crassagrotis
- Crassivesica
- Craterestra
- Cremnophora
- Crenularia
- Cretonia
- Crimona
- Crinala
- Crinisinus
- Crinocula
- Crioa
- Crionica
- Criophasia
- Cristatopalpus
- Crithote
- Crochiphora
- Crocigrapha
- Cromobergia
- Cropia
- Crosia
- Cruria
- Cruriopsis
- Crusiseta
- Cryassa
- Crymodes
- Crymona
- Cryphia
- Cryphioides
- Cryphiomima
- Crypsedra
- Crypsiprora
- Crypsotidia
- Cryptastria
- Cryptocala
- Cryptochrostis
- Cryptochrysa
- Cryptomeria
- Cteipolia
- Ctenoceratoda
- Ctenoplusia
- Ctenostola
- Ctenusa
- Ctenypena
- Ctypansa
- Cuahtemoca
- Cubena
- Cucullia
- Cuculluna
- Culasta
- Culicula
- Cultripalpa
- Cuneisigna
- Cuphanoa
- Cupreosotis
- Curubasa
- Curvatula
- Cutina
- Cyathissa
- Cyclodes
- Cyclopera
- Cyclopis
- Cycloprora
- Cycloprosopus
- Cyclopteryx
- Cydosia
- Cyligramma
- Cymatophoropsis
- Cymoblemma
- Cymodegma
- Cymonia
- Cymosafia
- Cyphocampa
- Cyptonychia
- Cyrebia
- Cyrima
- Cyrtandra
- Cytocanis
- Cytothymia
- Cyttaralopha

## D
- Dacira
- Dactyloplusia
- Daddala
- Dadica
- Daedalina
- Dagassa
- Dahlia
- Dallolmoia
- Dandaca
- Dantona
- Daona
- Dapha
- Daphoenura
- Darceta
- Darcetina
- Dargeochaeta
- Dargida
- Daseochaeta
- Daseuplexia
- Dasyblemma
- Dasycampa
- Dasyerges
- Dasygaster
- Dasymixis
- Dasypodia
- Dasypolia
- Dasyspoudaea
- Dasysternum
- Dasythorax
- Data
- Datungia
- Daubeplusia
- Daula
- Davea
- Debrosania
- Decarynodes
- Decelea
- Deceptria
- Decticryptis
- Dectocraspedon
- Deinhugia
- Deinopa
- Deinopalpus
- Deinypena
- Delgamma
- Delocoma
- Deltote
- Dentilymnia
- Deobriga
- Depalpata
- Deremma
- Dermaleipa
- Derrima
- Desana
- Desertoplusia
- Desertullia
- Desmophora
- Despumosia
- Deva
- Devena
- Dexiadena
- Diachrysia
- Diadochia
- Diadocis
- Diagrapta
- Dialithis
- Diallagma
- Dialoxa
- Dialta
- Diamuna
- Dianobia
- Dianthivora
- Diapera
- Diaphone
- Diapolia
- Diarsia
- Diascia
- Diascoides
- Diastema
- Diastreptoneura
- Diasyngrapha
- Diataraxia
- Diatenes
- Dicerogastra
- Dichagramma
- Dichagyris
- Dichonia
- Dichoniopsis
- Dichonioxa
- Dichromia
- Dicopis
- Dictyestra
- Dicycla
- Dida
- Dierna
- Diethusa
- Diloba
- Dimorphicosmia
- Dimorphinoctua
- Dinoprora
- Dinumma
- Diodines
- Diomea
- Diopa
- Dioszeghyana
- Diparopsis
- Dipaustica
- Diphteramoma
- Diphthera
- Diphtherocome
- Dipinacia
- Diplodira
- Diplonephra
- Diplothecta
- Dipterygina
- Diptheroides
- Discestra
- Dischalis
- Discosema
- Dissimactebia
- Dissolophus
- Disticta
- Ditrogoptera
- Divaena
- Divercala
- Dnopheropis
- Docela
- Dochmiogramma
- Doerriesa
- Dogninades
- Dolichosomastis
- Dolocucullia
- Donacesa
- Donda
- Donuca
- Donuctenusa
- Dordura
- Dorika
- Dorsippa
- Dorstiana
- Doryodes
- Dosa
- Douzdrina
- Dragana
- Draganodes
- Drasteria
- Drasteriodes
- Draudtia
- Draudtiana
- Drepanoblemma
- Drepanofoda
- Drepanopalpia
- Drepanoperas
- Drepanophiletis
- Drepanopses
- Drepanorhina
- Drobeta
- Drucuma
- Dryobota
- Dryobotodes
- Dryotype
- Dubiphane
- Dugaria
- Duhemia
- Dunira
- Duriga
- Dusponera
- Dymba
- Dyomyx
- Dyops
- Dypterygia
- Dyrzela
- Dysaletia
- Dysedia
- Dysglyptogona
- Dysgnathia
- Dysgonia
- Dysgraphhadena
- Dysmilichia
- Dysocnemis
- Dyspyralis
- Dysthymia

## E
- Ebertidia
- Ecbolemia
- Eccleta
- Eccrita
- Echana
- Echanella
- Echinocampa
- Eclipsea
- Ecnomia
- Ecpatia
- Ecthetis
- Ecthymia
- Ectoblemma
- Ectochela
- Ectogonia
- Ectogoniella
- Ectolopha
- Ectopatria
- Ectrogatha
- Edessena
- Edlaeveria
- Edmondsia
- Edyma
- Effractilis
- Eggyna
- Egira
- Egnasia
- Egnasides
- Egone
- Egryrlon
- Egybolis
- Eicomorpha
- Elaemima
- Elaeodopsis
- Elaphria
- Elaphristis
- Elecussa
- Eleemosia
- Elegarda
- Elegocampa
- Elesotis
- Elixoia
- Elocussa
- Elousa
- Elpia
- Elusa
- Elwesia
- Elydna
- Elygea
- Elyptron
- Elyra
- Emarginea
- Emariannia
- Emboloecia
- Emmelia
- Empelathra
- Empusada
- Enargia
- Encruphion
- Enea
- Enedena
- Engelhardtia
- Engusanacantha
- Enigmogramma
- Enispa
- Enispades
- Enispodes
- Enmonodia
- Enmonodiops
- Ensipia
- Enterpia
- Entomogramma
- Enydra
- Eogena
- Eopaectes
- Eordaea
- Eosphoropteryx
- Epa
- Epharmottomena
- Ephesia
- Ephyrodes
- Epicarsia
- Epicausis
- Epicerynea
- Epiconcana
- Epicyrtica
- Epidelta
- Epidemas
- Epidromia
- Epiglaea
- Epigrypera
- Epigrypodes
- Epilecta
- Epilitha
- Epimecia
- Epimeciodes
- Epinyctis
- Epioecia
- Epipsammia
- Epipsilia
- Epipsiliamorpha
- Epischausia
- Episcotia
- Episema
- Episparina
- Episparis
- Episparonia
- Episteme
- Epistona
- Epistrema
- Epitausa
- Epithisanotia
- Epitomiptera
- Epitripta
- Epizeuxis
- Epopsima
- Eporectis
- Equatosypna
- Erastrifacies
- Erastriopis
- Erastroides
- Ercheia
- Erebophasma
- Erebostrota
- Erebothrix
- Erebus
- Eremaula
- Eremnophanes
- Eremobastis
- Eremobia
- Eremobina
- Eremochlaena
- Eremochroa
- Eremodrina
- Eremohadena
- Eremonoma
- Eremophysa
- Eremopola
- Ericathia
- Ericeia
- Eriocera
- Eriopyga
- Eriopygodes
- Erioscele
- Erna
- Erocha
- Eromene
- Eromidia
- Erygansa
- Erygia
- Erymella
- Erysthia
- Erythroecia
- Erythrophaia
- Erythroplusia
- Erythrotis
- Escandia
- Escaria
- Escua
- Essonistis
- Estagrotis
- Esteparia
- Esthlodora
- Estimata
- Ethionodes
- Ethiopica
- Ethioterpia
- Euaethiops
- Euagrotis
- Euamiana
- Euaontia
- Eublarginea
- Eublemma
- Eublemmara
- Eublemmistis
- Eublemmoides
- Eubolina
- Eubryopterella
- Eucala
- Eucalimia
- Eucalyptra
- Eucampima
- Eucapnodes
- Eucarta
- Eucatephia
- Euchalcia
- Euchoristea
- Euchromalia
- Eucirroedia
- Eucladodes
- Euclidia
- Euclidiana
- Euclidina
- Euclystis
- Eucocytia
- Eucoptocnemis
- Eucora
- Eucosmocara
- Eucropia
- Eucyclomma
- Eudaphaenura
- Euderaea
- Eudesmeola
- Eudipna
- Eudocima
- Eudragana
- Eudrapa
- Eudryas
- Eudyops
- Euedwardsia
- Eueretagrotis
- Eugatha
- Eugnathia
- Eugnorisma
- Eugoniella
- Eugorna
- Eugrammodes
- Eugraphe
- Eugrapta
- Eugraptoblemma
- Euharveya
- Euherrichia
- Euheterospila
- Euhypena
- Euimata
- Euippodes
- Eulaphygma
- Eulepa
- Eulepidotis
- Euleucyptera
- Eulintneria
- Eulithosia
- Eulocastra
- Eulonche
- Eulymnia
- Eumestleta
- Eumichtis
- Eumichtochroa
- Eumicremma
- Euminucia
- Eumuelleria
- Euneophlebia
- Eunetis
- Eunimbatana
- Euonychodes
- Eupalindia
- Eupanychis
- Euparthenos
- Eupatula
- Euphiusa
- Euplexia
- Euplexidia
- Euplocia
- Eupsephopaectes
- Eupseudomorpha
- Eupsilia
- Eupsoropsis
- Eurabila
- Eurogramma
- Eurois
- Euromoia
- Euros
- Eurypsyche
- Euryschema
- Eurythmus
- Eusceptis
- Euschesis
- Euscirrhopterus
- Euscotia
- Eusimara
- Eusimplex
- Eustrotia
- Eustrotiopis
- Eutactis
- Eutamsia
- Eutelephia
- Eutelia
- Euteliella
- Eutermina
- Euterpiodes
- Euthales
- Eutheiaplusia
- Euthermesia
- Eutolype
- Eutoreuma
- Eutornoptera
- Eutrichopidia
- Eutricopis
- Eutrinita
- Eutrogia
- Euviminia
- Euwilemania
- Euxenistis
- Euxoa
- Euxoamorpha
- Euxootera
- Euxoullia
- Euzancla
- Evanina
- Evia
- Eviridemas
- Evisa
- Exagrotis
- Exarnis
- Exathetis
- Exophyla
- Exsula
- Extremoplusia
- Extremypena
- Exyra

## F
- Fabiania
- Facastis
- Facidia
- Facidina
- Fagitana
- Fala
- Falana
- Falcapyris
- Falcimala
- Farara
- Faronta
- Fautaua
- Feigeria
- Felinia
- Feliniopsis
- Feltia
- Fenaria
- Feralia
- Feredayia
- Ferenta
- Fergana
- Fimbriosotis
- Fishia
- Fissipunctia
- Flammona
- Flavyigoga
- Fleta
- Fletcheria
- Floccifera
- Focillidia
- Focillistis
- Focillodes
- Focillopis
- Fodina
- Folka
- Formosamyna
- Forsebia
- Fota
- Fotella
- Fotopsis
- Foveades
- Fracara
- Franclemontia
- Fredina
- Freilla
- Friesia
- Frivaldszkyola
- Fruva
- Fulvarba
- Funepistis
- Furvabromias

## G
- Gaala
- Gabara
- Gaberasa
- Gabyna
- Gadera
- Gaedeodes
- Gaedonea
- Galactomoia
- Galanda
- Galapha
- Galeana
- Galgula
- Galleridia
- Gammace
- Gangra
- Gaphara
- Gargaza
- Gaurenopsis
- Gelenipsa
- Geniascota
- Geometrimima
- Gerarctia
- Gerbathodes
- Gerespa
- Geria
- Gerisa
- Geroda
- Gerra
- Gerrodes
- Gesonia
- Gespanna
- Gigaglossa
- Gigia
- Gigides
- Ginaea
- Giria
- Girpa
- Girtesma
- Giscala
- Gisira
- Giubicolanta
- Gizama
- Glaucicodia
- Glenopteris
- Gloanna
- Globosusa
- Gloia
- Gloriana
- Glossodice
- Glympis
- Gnamptocera
- Gnamptogyia
- Gnamptonyx
- Gnathogonia
- Godasa
- Goednes
- Goenycta
- Gomora
- Gonagyra
- Gondysia
- Gonelydna
- Gonepatica
- Gonepteronia
- Goniapteryx
- Goniocarsia
- Goniocraspedon
- Goniocraspedum
- Goniohelia
- Goniophila
- Goniophylla
- Gonioscia
- Goniotermasia
- Gonippa
- Gonitis
- Gonodes
- Gonodonta
- Gonodontodes
- Gonoglasa
- Gonophaea
- Gonopteronia
- Gonospileia
- Gonostygia
- Gonuris
- Goonallica
- Gorgone
- Gorgora
- Gorosina
- Gortyna
- Gortynodes
- Gorua
- Gracillina
- Gracilodes
- Gracilopsis
- Grammesia
- Grammodes
- Grammoscelis
- Graphania
- Graphantha
- Graphigona
- Graphiphora
- Graptocullia
- Graptolitha
- Gravodos
- Griposia
- Grisana
- Grisyigoga
- Grotella
- Grotellaforma
- Grumia
- Gryphadena
- Gryphopogon
- Gueselderia
- Guntia
- Guriauna
- Gustiana
- Gynaephila
- Gyophora
- Gypsitea
- Gyrognatha
- Gyrohypsoma
- Gyroprora
- Gyrospilara
- Gyrtona

## H
- Habershonia
- Habrophyes
- Habrostolodes
- Habryntis
- Hada
- Hadena
- Hadenella
- Hadennia
- Haderonia
- Haderonidis
- Hadjina
- Hadula
- Hadulipolia
- Haemabasis
- Haemachola
- Haemaphlebia
- Haematosticta
- Haemerosia
- Hakkaria
- Halastus
- Haliophyle
- Halochroa
- Hamodes
- Hampsonidia
- Hampsonodes
- Hapalotis
- Hapda
- Haplocestra
- Haploolophus
- Haplopseustis
- Haplostola
- Harita
- Haritalopha
- Harpaglaea
- Harpagophana
- Harrisimemna
- Harutaeographa
- Harveya
- Hebdomochondra
- Hecatera
- Hecatesia
- Hedymiges
- Helia
- Helicoverpa
- Heliocheilus
- Heliocontia
- Heliodes
- Heliodora
- Heliolonche
- Helionycta
- Heliophana
- Heliophisma
- Heliophobus
- Helioscota
- Heliosea
- Heliothis
- Heliothodes
- Helivictoria
- Helotropha
- Hemeroblemma
- Hemeroplanis
- Hemibryomima
- Hemicephalis
- Hemiceratoides
- Hemichloridia
- Hemictenophora
- Hemieuxoa
- Hemiexarnis
- Hemigeometra
- Hemiglaea
- Hemigraphiphora
- Hemigrotella
- Heminocloa
- Hemioslaria
- Hemipachnobia
- Hemipachycera
- Hemipsectra
- Hemispragueia
- Hemistilbia
- Hemituerta
- Heoeugorna
- Hepatica
- Hepsidera
- Heptagrotis
- Heptapotamia
- Heraclia
- Heraema
- Herchunda
- Herminia
- Herminiocala
- Herminodes
- Hermonassa
- Hermonassoides
- Herpeperas
- Herpoperasa
- Hespagarista
- Hesperimorpha
- Hesperochroa
- Heteranassa
- Heterandra
- Heterochroma
- Heterocryphia
- Heterodelta
- Heteroeuxoa
- Heterogramma
- Heterographa
- Heteromala
- Heterommiola
- Heteropalpia
- Heterophysa
- Heteropygas
- Heterormista
- Heterorta
- Heteroscotia
- Heterospila
- Hexamitoptera
- Hexaureia
- Hexorthodes
- Hiaspis
- Hiccoda
- Hileia
- Hillia
- Himachalia
- Himalistra
- Himella
- Himerois
- Hingula
- Hipoepa
- Hirsutipes
- Hirsutopalpis
- Hoeneidia
- Hollandia
- Holocryptis
- Holoxanthina
- Homaea
- Homoanartha
- Homocerynea
- Homodes
- Homodina
- Homoglaea
- Homohadena
- Homolagoa
- Homonacna
- Homococnemis
- Homophoberia
- Homopyralis
- Homorthodes
- Hondryches
- Honeyania
- Hopetounia
- Hoplarista
- Hoplodrina
- Hoplolythra
- Hoplolythrodes
- Hoplotarache
- Hoplotarsia
- Hopothia
- Hormisa
- Hormoschista
- Hortonius
- Huebnerius
- Hulodes
- Hulypegis
- Humichola
- Hurworthia
- Hyada
- Hyalobole
- Hyamia
- Hyboma
- Hydraecia
- Hydrillodes
- Hydrillula
- Hydroeciodes
- Hyelopsis
- Hygrostola
- Hygrostolides
- Hylonycta
- Hymenocryphia
- Hymenodrina
- Hypaenistis
- Hypangitia
- Hypanua
- Hypena
- Hypenagonia
- Hypenagoniodes
- Hypenarana
- Hypendalia
- Hypenodes
- Hypenomorpha
- Hypenopsis
- Hypenula
- Hyperaucha
- Hyperbaniana
- Hypercalymnia
- Hypercodia
- Hyperdasys
- Hyperepia
- Hyperfrontia
- Hyperlopha
- Hyperlophoides
- Hypermilichia
- Hypernaenia
- Hypersophtha
- Hyperstrotia
- Hypersypnoides
- Hypertrocon
- Hypertrocta
- Hypeuthina
- Hyphilare
- Hypnotype
- Hypobarathra
- Hypobleta
- Hypocala
- Hypocalamia
- Hypocalpe
- Hypocoena
- Hypoechana
- Hypoglaucitis
- Hypogramma
- Hypogrammodes
- Hypomecia
- Hyponeuma
- Hypoperigea
- Hypopleurona
- Hypoplexia
- Hypoprora
- Hypopteridia
- Hypopyra
- Hyposada
- Hyposemansis
- Hyposemeia
- Hypospila
- Hypostilbia
- Hypostrotia
- Hyposypnoides
- Hypotacha
- Hypotrisula
- Hypotrix
- Hypotuerta
- Hypotype
- Hypoxestia
- Hyppa
- Hypsa
- Hypsiforma
- Hypsophila
- Hypsoropha
- Hyptioxesta
- Hyrcanypena
- Hyriodes
- Hyssia

## I
- Iambia
- Iambiodes
- Ianius
- Ichneutica
- Ichthyopselapha
- Idalima
- Idia
- Idicara
- Ikondiana
- Ilarus
- Ilattia
- Ilsea
- Iluza
- Ilyrgis
- Ilyrgodes
- Imitator
- Imleanga
- Immetalia
- Imosca
- Inabaia
- Incita
- Indocala
- Ingura
- Inguridia
- Insolentipalpus
- Interdelta
- Internoctua
- Iodopepla
- Iontha
- Ipanephis
- Ipanica
- Ipermarca
- Ipimorpha
- Ipiristis
- Ipnea
- Ipnista
- Iranada
- Isadelphina
- Isana
- Isatoolna
- Ischyja
- Isochlora
- Isogona
- Isolasia
- Isopolia
- Isoura
- Istarba
- Itmaharela
- Itomia

## J
- Janaesia
- Janseodes
- Janthinea
- Jarasana
- Jaspidia
- Jaxartia
- Jocheaera
- Jochroa
- Jodia
- Juncaria
- Jussalypena

## K
- Kakopoda
- Kallitrichia
- Kalmina
- Karana
- Kenguichardia
- Kenrickodes
- Khadira
- Klappericola
- Klugeana
- Knappia
- Kobestelia
- Koehleramia
- Koffoleania
- Kohlera
- Kollariana
- Koptoplax
- Koraia
- Koyaga
- Krugia
- Kumasia
- Kuruschia
- Kyneria

## L
- Lacanobia
- Lacera
- Lacibisa
- Lacides
- Lacinipolia
- Lagoptera
- Lambana
- Lampadephora
- Lampra
- Lamprolopha
- Lamprosia
- Lamprosticta
- Lamprotes
- Lamura
- Lankialaia
- Laphygma
- Laquea
- Larassa
- Larixsotis
- Lascoria
- Lasianobia
- Lasiestra
- Lasionhada
- Lasionycta
- Lasiopoderes
- Lasiosceles
- Lasiplexia
- Lasiridia
- Laspeyria
- Latanoctua
- Latebraria
- Lathosea
- Latirostrum
- Laugasa
- Lecasia
- Lecerfia
- Ledaea
- Ledereragrotis
- Leida
- Leiometopon
- Leiorhynx
- Leioselia
- Leiostola
- Leistera
- Lemmeria
- Leonides
- Leoniloma
- Lephana
- Lepidodelta
- Lepidodes
- Lepidopalpia
- Lepidopyrga
- Lepidotrama
- Lepipolys
- Lepitoreuma
- Leptamma
- Lepteria
- Leptoctenista
- Leptologia
- Leptotroga
- Lesmone
- Letaba
- Letis
- Leucagrotis
- Leucania
- Leucanimorpha
- Leucanitis
- Leucapamea
- Leucatomis
- Leucochlaena
- Leucocnemis
- Leucocosmia
- Leucogonia
- Leucogramma
- Leucomelas
- Leuconycta
- Leucosemia
- Leucosigma
- Leucotela
- Leucotelia
- Leucotrachea
- Leucovis
- Leumicamia
- Libisosa
- Libyana
- Libyphaenis
- Libystica
- Licha
- Ligidia
- Lignicida
- Lignispalta
- Lineopalpa
- Lineostriastiria
- Lipatephia
- Listonia
- Lithacodia
- Lithilaria
- Litholomia
- Lithomoia
- Lithophane
- Lithophasia
- Lithopolia
- Lithosiopsis
- Litocala
- Litognatha
- Litomitus
- Litoprosopus
- Litoscelis
- Litosea
- Liviana
- Lobocheilos
- Lobophyllodes
- Loboplusia
- Lobotorna
- Lochia
- Lois
- Lomanaltes
- Lomilysis
- Longalatedes
- Longicella
- Longivesica
- Lopharthrum
- Lophiophora
- Lophocalama
- Lophoceramica
- Lophocerynea
- Lophocoleus
- Lophocraspedon
- Lophocryptis
- Lophocyttarra
- Lophodaxa
- Lophodelta
- Lophoditta
- Lophograpta
- Lophomilia
- Lophomyra
- Lophonotidia
- Lophonycta
- Lophopanilla
- Lophophora
- Lophoplusia
- Lophoptera
- Lophorache
- Lophoruza
- Lophotarsia
- Lophotavia
- Lophoterges
- Lophotidia
- Lophotoma
- Lophotyna
- Lophozancla
- Lophuda
- Lorezia
- Loscopia
- Loxagrotis
- Loxioda
- Loxopamea
- Luberta
- Lucasidia
- Luceria
- Luceriola
- Lugana
- Lukaschia
- Luperina
- Luteohadena
- Lutogonia
- Lycanades
- Lycaugesia
- Lycimna
- Lycophorus
- Lycophotia
- Lygephila
- Lygniodes
- Lygranthoecia
- Lyncestis
- Lysimelia
- Lyssia
- Lytaea
- Lythrodes

## M
- Mabilleana
- Macaldenia
- Macapta
- Macdunnoughia
- Macella
- Macellopis
- Machaeropalpus
- Macrhypena
- Macristis
- Macrocarsia
- Macrochilo
- Macrodes
- Macronoctua
- Macroprora
- Madathisanotia
- Madecathymia
- Madegalatha
- Madeuplexia
- Madoce
- Mafana
- Magellana
- Mageochaeta
- Maghadena
- Maguda
- Magulaba
- Magusa
- Maguza
- Maikona
- Makapta
- Malagonia
- Malatrogia
- Maliangia
- Maliattha
- Maltana
- Mamerthes
- Mamestra
- Mammifrontia
- Manbuta
- Mandela
- Manga
- Manoblemma
- Manruta
- Marapana
- Maraschia
- Marasmalus
- Marathyssa
- Marca
- Marcillada
- Marcipa
- Marcipalina
- Marcipopsis
- Mardara
- Maresia
- Mareura
- Margana
- Margasotis
- Margelana
- Margitesia
- Margiza
- Margizoides
- Marilopteryx
- Marimatha
- Marmorinia
- Marojala
- Maronia
- Maronis
- Marsipiophora
- Marthama
- Marzigetta
- Masalia
- Masca
- Maschukia
- Masebia
- Masoga
- Massaga
- Massala
- Massava
- Mastigia
- Mastigophorus
- Mastiphanes
- Mastixis
- Mataeomera
- Matarum
- Mathura
- Matigramma
- Matiloxis
- Matopo
- Maxera
- Maxia
- Maxilua
- Maxula
- Mazacyla
- Mazuca
- Mecistoptera
- Mecodina
- Mecodinops
- Mecodopsis
- Mecynoptera
- Mecyra
- Medlerana
- Megacephalomana
- Megachyta
- Megacronycta
- Megaloctena
- Megalodes
- Megalographa
- Megalonycta
- Megaloptera
- Meganephria
- Meganyctycia
- Megarhomba
- Megasema
- Megastopolia
- Meghypena
- Megistoclisma
- Megonychiana
- Meizoglossa
- Mekrania
- Melagramma
- Melaleucantha
- Melamera
- Melanarta
- Melanchra
- Melanchroiopsis
- Melanephia
- Melanomma
- Melanoplusia
- Melapera
- Melapia
- Melaporphyria
- Meliaba
- Melicleptria
- Melionica
- Melipotis
- Mellinia
- Menada
- Menarsia
- Mendozania
- Menecina
- Meneptera
- Menopsimus
- Mentaxya
- Mepantadrea
- Meranda
- Meridyrias
- Meristides
- Meristis
- Merolonche
- Meropis
- Meropleon
- Mervia
- Mesaegle
- Mesapamea
- Mesasteria
- Mesembragrotis
- Mesembreosa
- Mesembreuxoa
- Mesocopsis
- Mesocrapex
- Mesoeuxoa
- Mesogenea
- Mesogona
- Mesoligia
- Mesolomia
- Mesophractias
- Mesoplectra
- Mesoplus
- Mesorhynchaglaea
- Mesoruza
- Mesosciera
- Mesotrosta
- Mestleta
- Metacala
- Metacausta
- Metachrostis
- Metacinia
- Metacullia
- Metaegle
- Metaemene
- Metagarista
- Metagnorisma
- Metahadena
- Metalectra
- Metalepsis
- Metallata
- Metalopha
- Metaphoenia
- Metapioplasta
- Metaplusia
- Metaponpneumata
- Metappana
- Metaprionota
- Metaprosphera
- Metasada
- Metasarca
- Metatacha
- Metaxaglaea
- Metaxanthiella
- Metaxyja
- Metaxyllia
- Metecia
- Meterana
- Methorasa
- Metina
- Metlaouia
- Metopiora
- Metopistis
- Metopoceras
- Metopodicha
- Metoponia
- Metoponrhis
- Metopoplacis
- Metopoplus
- Metoposcopa
- Metopta
- Metria
- Meyrickella
- Micardia
- Michelliana
- Michera
- Micracontia
- Micraeschus
- Micragrotis
- Micramma
- Micrantha
- Micranthops
- Micrapatetis
- Micrathetis
- Micraxylia
- Micreremites
- Micriantha
- Microcoelia
- Microedma
- Microhelia
- Microlita
- Micromania
- Micromonodes
- Microphaea
- Microphisa
- Microphta
- Microplexia
- Microraphe
- Microrthosia
- Microselene
- Microsemyra
- Microsyngrapha
- Microxyla
- Mictochroa
- Mila
- Militagrotis
- Milyas
- Mimachrostia
- Mimanuga
- Mimasura
- Mimeugoa
- Mimeusemia
- Mimleucania
- Mimobarathra
- Mimophisma
- Mimoruza
- Minica
- Miniodes
- Miniophyllodes
- Miniphila
- Minofala
- Minucia
- Miodera
- Mionides
- Miracavira
- Miracopa
- Miropalpa
- Misa
- Miselia
- Mithila
- Mitothemma
- Mitrophrys
- Mixomelia
- Mnesipyrga
- Mniopamea
- Mniotype
- Mocis
- Mocrendes
- Modunga
- Moepa
- Molopa
- Molvena
- Molybdonycta
- Molynda
- Momophana
- Monima
- Monobotodes
- Monochroides
- Monocondica
- Monocymia
- Monodes
- Monogona
- Monoptya
- Monosca
- Monostola
- Monoxylena
- Monticollia
- Mopothila
- Mormecia
- Mormo
- Mormonia
- Mormoscopa
- Morphopoliana
- Morrisonia
- Mosara
- Mosopia
- Motama
- Motina
- Mouralia
- Moureia
- Mudaria
- Mulelocha
- Multsotis
- Murgisa
- Mursa
- Musothyma
- Musurgina
- Myalila
- Myana
- Mycterophora
- Mycteroplus
- Mydrodoxa
- Myrtale
- Mystomemia
- Mystrocephala
- Mythimna
- Mythymima
- Myxinia

## N
- Naarda
- Nabartha
- Naboa
- Nacerasa
- Nacna
- Nacopa
- Naenia
- Naesia
- Nagadeba
- Naganoella
- Nagara
- Nagia
- Nahara
- Naharra
- Namangana
- Namanganum
- Nanamonodes
- Nanthilda
- Naranga
- Narangodes
- Narcaea
- Narcotica
- Narthecophora
- Narulla
- Nasaya
- Nazuda
- Neachrostia
- Neathyrma
- Nebrissa
- Nechesia
- Nedra
- Nedroma
- Neeugoa
- Nekrasovia
- Neleucania
- Neoborolia
- Neocalymnia
- Neocerynea
- Neochera
- Neochrostis
- Neocleptria
- Neocodia
- Neocomia
- Neocucullia
- Neoerastria
- Neogabara
- Neogalea
- Neogrotella
- Neoherminia
- Neolaphygma
- Neolita
- Neomanobia
- Neomilichia
- Neomonodes
- Neopalthis
- Neopangrapta
- Neophaenis
- Neophaeus
- Neopistria
- Neoplusia
- Neoptista
- Neoptodes
- Neosema
- Neostichtis
- Neostrotia
- Neotarache
- Neothripa
- Neotuerta
- Nepaloridia
- Neperigea
- Nephelemorpha
- Nephelina
- Nephelistis
- Nephelodes
- Nerastria
- Nereisana
- Nesaegocera
- Nesamiptis
- Netrocerocora
- Neumichtis
- Neumoegenia
- Neuquenioa
- Neuranethes
- Neurois
- Neuronia
- Neustrotia
- Neviasca
- Nezonycta
- Niaboma
- Niaccaba
- Niaccabana
- Nicetas
- Nicevillea
- Nigetia
- Nigramma
- Nigryigoga
- Niguza
- Nikara
- Nimasia
- Niphonyx
- Niphosticta
- Nipista
- Nocloa
- Noctasota
- Nocthadena
- Noctua
- Noctubourgognea
- Noctuites
- Noctulizeria
- Nodaria
- Nolaphana
- Nolasena
- Nolaseniola
- Nolasodes
- Nonagria
- Noropsis
- Noshimea
- Notioplusia
- Notocyma
- Nubiothis
- Nudifrons
- Numeniastes
- Nychioptera
- Nyctennomos
- Nycterophaeta
- Nyctipolia
- Nyctobrya
- Nyctodryas
- Nyctycia
- Nyctyciomorpha
- Nyeanella
- Nymbis
- Nyodes
- Nyssocnemis
- Nytorga

## O
- Obana
- Obarza
- Obdora
- Obesypena
- Obrima
- Obroatis
- Obtuscampa
- Obucola
- Ocalaria
- Ochrocalama
- Ochropleura
- Ochrotrigona
- Odice
- Odontelia
- Odontestra
- Odontodes
- Odontoretha
- Oedebasis
- Oederastria
- Oederemia
- Oediblemma
- Oedibrya
- Oedicodia
- Oediconia
- Oediplexia
- Oenoptera
- Ogdoconta
- Oglasa
- Oglasodes
- Ogoas
- Ogovia
- Oidemastis
- Oligarcha
- Oligia
- Oligonyx
- Olivenebula
- Olulis
- Olulodes
- Olybama
- Olyssa
- Ombrea
- Omia
- Ommatochila
- Ommatophora
- Ommatostola
- Ommatostolidea
- Omoptera
- Omorphina
- Omphalagria
- Omphalestra
- Omphaletis
- Omphaloceps
- Omphalophana
- Omphaloscelis
- Oncocnemis
- Oncotibialis
- Onevatha
- Onychagrotis
- Onychestra
- Oortiana
- Opacographa
- Ophideres
- Ophisma
- Ophiuche
- Ophiusa
- Ophthalmis
- Ophyx
- Opigena
- Oporophylla
- Opotura
- Opsigalea
- Opsyra
- Optocala
- Oraesia
- Orbifrons
- Orbona
- Orectis
- Oria
- Ornitopia
- Oroba
- Orodesma
- Oromena
- Oroplexia
- Orosagrotis
- Oroscopa
- Orotermes
- Orrea
- Orrhodia
- Orrhodiella
- Orsa
- Ortheaga
- Orthia
- Orthoclostera
- Orthodes
- Orthogonia
- Orthogramma
- Orthogrammica
- Ortholeuca
- Orthopha
- Orthoruza
- Orthosia
- Orthozancla
- Orthozona
- Ortopla
- Ortospana
- Oruza
- Oruzodes
- Orygmophora
- Osericana
- Oslaria
- Ossonoba
- Ostacronycta
- Ostha
- Ostheldera
- Osthelderichola
- Osthopis
- Otaces
- Othreis
- Othresypna
- Outaya
- Ovios
- Owadaglaea
- Oxaenanus
- Oxicesta
- Oxidercia
- Oxira
- Oxogona
- Oxycilla
- Oxycnemis
- Oxygonitis
- Oxylos
- Oxyodes
- Oxythaphora
- Oxythres
- Oxytrita
- Oxytrypia
- Ozana
- Ozarba
- Ozopteryx

## P
- Pabulatrix
- Pachetra
- Pachnobia
- Pachyagrotis
- Pachycoa
- Pachygnathesis
- Pachyplastis
- Pachypolia
- Pachythrix
- Pacidara
- Paectes
- Paetica
- Pagyra
- Paida
- Pais
- Palada
- Palaeagrotis
- Palaeamathes
- Palaechthona
- Palaeocoleus
- Palaeographa
- Palaeoplusia
- Palaeosafia
- Palindia
- Palindiona
- Palkermes
- Pallachira
- Palpangula
- Palpidia
- Palpirectia
- Palponima
- Palthis
- Palthisomis
- Palura
- Palyna
- Pamirorea
- Pamparama
- Panarenia
- Panchrysia
- Pancra
- Pandesma
- Panemeria
- Pangrapta
- Pangraptella
- Pangraptica
- Panilla
- Panoblemma
- Panolis
- Panopoda
- Pansemna
- Pantura
- Pantydia
- Panula
- Paonidia
- Papaipema
- Papestra
- Papuacola
- Parabagrotis
- Parabarrovia
- Parabole
- Parabrachionycha
- Parabrachylomia
- Parabryophila
- Paracaroides
- Paracarsia
- Paraceliptera
- Paracentropus
- Parachabora
- Parachaea
- Parachalciope
- Paracodia
- Paracoeria
- Paracolax
- Paracretonia
- Paracroma
- Paracroria
- Paracullia
- Paradiarsia
- Paradiopa
- Paradrina
- Paraegle
- Paraegocera
- Parafodina
- Paragabara
- Paragarista
- Paragona
- Paragonitis
- Paragria
- Paragrotis
- Parahypenodes
- Paralectra
- Paralephana
- Parallelia
- Parallelura
- Paralopha
- Paralophata
- Paramathes
- Paramiana
- Paramimetica
- Paramocis
- Paranagia
- Paranataelia
- Parangitia
- Paranicla
- Paranoctua
- Paranoratha
- Paranyctycia
- Parapadna
- Parapamea
- Paraperplexia
- Pararcte
- Parargidia
- Pararothia
- Parasada
- Parascotia
- Parasimyra
- Parasiopsis
- Parasoloe
- Parastenopterygia
- Parastichtis
- Parathermes
- Paratolna
- Paratrachea
- Paratuerta
- Paraviminia
- Paraxestia
- Parca
- Parelectra
- Parelia
- Parerastria
- Pareuchalcia
- Pareuplexia
- Pareuxoa
- Pareuxoina
- Parexarnis
- Parhypena
- Pariambia
- Parilyrgis
- Paroligia
- Parolulis
- Paromphale
- Parora
- Parorena
- Paroruza
- Parosmia
- Parothria
- Parsyngrapha
- Parvablemma
- Parvapenna
- Paryrias
- Pasipeda
- Pastona
- Pataeta
- Paucgraphia
- Paurophylla
- Paurosceles
- Paventia
- Pechipogo
- Pectinidia
- Pectinifera
- Pediarcha
- Pelamia
- Pelecia
- Peliala
- Pelodesis
- Pelodia
- Peltothis
- Pemphigostola
- Penicillaria
- Penisa
- Pennalticola
- Penza
- Peosina
- Peperina
- Peperita
- Peraniana
- Peranomogyna
- Peranua
- Perasia
- Perata
- Percalpe
- Perciana
- Periambia
- Periconta
- Pericyma
- Peridroma
- Peridrome
- Perigea
- Perigeodes
- Perigonica
- Perigrapha
- Perinaenia
- Periopta
- Periphanes
- Periphrage
- Peripyra
- Periscepta
- Perissandria
- Perloplusia
- Peropalpus
- Perophiusa
- Perplexhadena
- Persectania
- Persidia
- Perta
- Perynea
- Pessida
- Petalumaria
- Peteroma
- Petilampa
- Petrowskya
- Peucephila
- Phachthia
- Phaegorista
- Phaenagrotis
- Phaeoblemma
- Phaeocyma
- Phaeomorpha
- Phaeopyra
- Phaeoscia
- Phaeozona
- Phagytra
- Phaioecia
- Phalaenoides
- Phalaenophana
- Phalaenostola
- Phalerodes
- Phalga
- Phanaspa
- Pharga
- Phasidia
- Pherechoa
- Phialta
- Phibromia
- Phidrimana
- Philareta
- Philecia
- Philippodamias
- Philochrysia
- Philogethes
- Philomma
- Philona
- Philorgyia
- Phimodium
- Phleboeis
- Phlegetonia
- Phlogochroa
- Phlogophora
- Phlyctaina
- Phoberia
- Phobolosia
- Phoebophilus
- Phoenicophanta
- Phoperigea
- Phorica
- Phornacisa
- Phosphila
- Photedes
- Phragmatiphila
- Phrictia
- Phrodita
- Phumana
- Phuphena
- Phurys
- Phycidimorpha
- Phycoma
- Phycopterus
- Phylapora
- Phyllodes
- Phyllophila
- Phyprosopus
- Physetica
- Physula
- Physulodes
- Phytometra
- Piada
- Piala
- Piana
- Pilipectus
- Pilosocrures
- Pimprana
- Pinacia
- Pinacoplus
- Pincia
- Pindara
- Pinkericola
- Pippona
- Piratisca
- Pitara
- Pityolita
- Placerobela
- Placonia
- Plagerepne
- Plagideicta
- Plagiomimicus
- Plantea
- Plasmaticus
- Platagarista
- Platagrotis
- Plataplecta
- Plathypena
- Platydasys
- Platyja
- Platyjionia
- Platyperigea
- Platypolia
- Platyprosopa
- Platyscia
- Platysenta
- Plaxia
- Plecoptera
- Plecopterodes
- Plecopteroides
- Pleonectopoda
- Pleonotrocta
- Pleromella
- Pleromelloida
- Pleuromnema
- Pleurona
- Pleuronodes
- Plexiphleps
- Plumipalpia
- Plusia
- Plusidia
- Plusilla
- Plusiodonta
- Plusiopalpa
- Plusiophaes
- Plusiotricha
- Pluxilloides
- Plynteria
- Poaphila
- Podagra
- Poecopa
- Poena
- Poenomia
- Poenopsis
- Poeonoma
- Poesula
- Poeta
- Pogopus
- Polacanthopoda
- Polenta
- Polia
- Policocnemis
- Poliobrya
- Poliodestra
- Poliofoca
- Polionycta
- Polychrysia
- Polydesma
- Polydesmiola
- Polygnamptia
- Polygoniodes
- Polygrammate
- Polygrapta
- Polymixis
- Polyorycta
- Polyphaenis
- Polypogon
- Polysciera
- Polytela
- Polytelodes
- Ponometia
- Poporthosia
- Poppaea
- Porosagrotis
- Porosana
- Porphyrinia
- Porrima
- Poteriophora
- Potnyctycia
- Powellinia
- Pradatta
- Pradiota
- Praestilbia
- Praina
- Prasinopyra
- Praxis
- Premusia
- Prenanthcucullia
- Pricomia
- Prionofrontia
- Prionoptera
- Prionopterina
- Prionoxanthia
- Pristanepa
- Pristoceraea
- Proannaphila
- Prochloridea
- Procoeria
- Proconis
- Procrateria
- Procriosis
- Procus
- Prodenia
- Prodicella
- Prodosia
- Prodotis
- Prognorisma
- Progonia
- Prolitha
- Prolophota
- Proluta
- Prolymnia
- Prolyncestis
- Prometopus
- Prominea
- Promionides
- Promonia
- Pronoctua
- Pronotestra
- Propatria
- Propenistra
- Properigea
- Propolymixis
- Prorachia
- Proragrotis
- Prorivula
- Proroblemma
- Prorocopis
- Proruaca
- Proschora
- Proscrana
- Proseniella
- Prosoparia
- Prospalta
- Prostheta
- Protadisura
- Protagrotis
- Protarache
- Protarchanara
- Proteinania
- Proteuxoa
- Protexarnis
- Protheodes
- Prothrinax
- Protocryphia
- Protodeltote
- Protogygia
- Protolampra
- Protoleucania
- Protomeceras
- Protomeroleuca
- Protomiselia
- Protoperigea
- Protophana
- Protorthodes
- Protoschinia
- Protoschrankia
- Protoseudyra
- Prototrachea
- Provia
- Proxenus
- Psammathodoxa
- Psaphara
- Psaphida
- Psectraglaea
- Psectraxylia
- Psectrotarsia
- Psephea
- Pseudacidalia
- Pseudacontia
- Pseudaglossa
- Pseudagoma
- Pseudalea
- Pseudalelimma
- Pseudaletia
- Pseudalypia
- Pseudamathes
- Pseudanarta
- Pseudanchoscelis
- Pseudanthoecia
- Pseudanthracia
- Pseudaporophyla
- Pseudapospasta
- Pseudarista
- Pseudathetis
- Pseudathyrma
- Pseudbarydia
- Pseudcraspedia
- Pseudelaeodes
- Pseudelyptron
- Pseudenargia
- Pseudephyra
- Pseudepunda
- Pseuderastria
- Pseuderiopus
- Pseudeustrotia
- Pseudeva
- Pseudhypsa
- Pseudina
- Pseudinodes
- Pseudoarcte
- Pseudobendis
- Pseudobryomima
- Pseudobryophila
- Pseudocalpe
- Pseudocerura
- Pseudochalcia
- Pseudochropleura
- Pseudocoarica
- Pseudocopicucullia
- Pseudocopivaleria
- Pseudodeltoida
- Pseudodeltote
- Pseudodichromia
- Pseudogerespa
- Pseudogiria
- Pseudoglaea
- Pseudogonitis
- Pseudogyrtona
- Pseudohadena
- Pseudohemiceras
- Pseudohermonassa
- Pseucoleucania
- Pseudoligia
- Pseudolimacodes
- Pseudomecia
- Pseudomicra
- Pseudomicrodes
- Pseudomniotype
- Pseudonycterophaeta
- Pseudopais
- Pseudopanolis
- Pseudophisma
- Pseudophyllophila
- Pseudophyx
- Pseudoplusia
- Pseudopolia
- Pseudopseustis
- Pseudorgyia
- Pseudorthodes
- Pseudorthosia
- Pseudoschrankia
- Pseudoseptis
- Pseudosiccia
- Pseudospaelotis
- Pseudosphetta
- Pseudospiris
- Pseudostella
- Pseudotamila
- Pseudotolna
- Pseudotryphia
- Pseudotuerta
- Pseudoxestia
- Pseudoxylomoea
- Pseudozalissa
- Pseudozarba
- Pseudugia
- Pseudypsia
- Pseudyrias
- Psilomonodes
- Psimada
- Psorya
- Psychomorpha
- Pteraetholix
- Pterhemia
- Pterochaeta
- Pterocyclophora
- Pteronycta
- Pteroprista
- Pteroscia
- Ptichodis
- Ptochosiphla
- Ptyophora
- Ptyopterota
- Ptyornyncha
- Puercala
- Pulcheria
- Pumora
- Purbia
- Puriplusia
- Purpurschinia
- Pusillathetis
- Putagrotis
- Pycnodontis
- Pygmeopolia
- Pygopteryx
- Pyralidesthes
- Pyraloides
- Pyralomorpha
- Pyramarista
- Pyramidcampa
- Pyreferra
- Pyrgeia
- Pyrgion
- Pyripnoa
- Pyroblemma
- Pyrocleptria
- Pyrois
- Pyrrhia
- Pyrrhidivalva

## Q
- Quadratala
- Quandara
- Quaramia

## R
- Rabila
- Rachiplusia
- Raclia
- Radara
- Raddea
- Radinacra
- Radinocera
- Radinogoes
- Radinotia
- Radosa
- Ragana
- Raghuva
- Ramadasa
- Ramesodes
- Ramopia
- Ramphia
- Rancora
- Raparna
- Raphia
- Raphiscopa
- Rasihia
- Reabotis
- Recoropha
- Rectangulipalpus
- Rectipalpula
- Redectis
- Redingtonia
- Rejectaria
- Rema
- Remigia
- Remigiodes
- Renia
- Renisania
- Renodes
- Renyigoga
- Resapamea
- Resperdrina
- Rethma
- Reticcala
- Reticulana
- Retusia
- Rhabdophera
- Rhabdotina
- Rhabinogana
- Rhabinopteryx
- Rhaesena
- Rhamnocampa
- Rhangena
- Rhanidophora
- Rhapsa
- Rhatta
- Rhazunda
- Rhesala
- Rhesalides
- Rhesalistis
- Rhescipha
- Rhiscipha
- Rhiza
- Rhizagrotis
- Rhizedra
- Rhizolitha
- Rhizotype
- Rhodina
- Rhodochlaena
- Rhododactyla
- Rhododipsa
- Rhodoecia
- Rhodophora
- Rhodosea
- Rhodotarache
- Rhopalognatha
- Rhoptrotrichia
- Rhosologia
- Rhosus
- Rhubuna
- Rhyacia
- Rhynchaglaea
- Rhynchagrotis
- Rhynchina
- Rhynchodia
- Rhynchodina
- Rhynchodontodes
- Rhyncholita
- Rhynchoplexia
- Rhypagla
- Rhytia
- Riadhia
- Riaga
- Riagria
- Richia
- Ricla
- Rictonis
- Rileyiana
- Rimulia
- Ripagrotis
- Ripogenus
- Ripolia
- Ristra
- Rivula
- Rivulana
- Roborbotodes
- Rodriguesia
- Rolua
- Ronania
- Roperua
- Rororthosia
- Roseoblemma
- Rostrypena
- Rothia
- Rotoa
- Rougeotia
- Rougeotiana
- Rowdenia
- Ruacodes
- Rubarsia
- Rufachola
- Rugofrontia
- Rungsianea
- Rusicada
- Rusidrina
- Rusina

## S
- Saalmuellerana
- Saaluncifera
- Sablia
- Sacadodes
- Saccharophagos
- Sadarsa
- Safia
- Safidia
- Saigonita
- Sajania
- Salia
- Saltia
- Sanacea
- Sanctflorentia
- Sandava
- Santiaxis
- Sanys
- Sapporia
- Saraca
- Saragossa
- Sarbanissa
- Sarbissa
- Sarcopolia
- Sarcopteron
- Sarmatia
- Saroba
- Sarobela
- Sarobides
- Saroptila
- Sarothroceras
- Sartha
- Sarthida
- Sarunga
- Saserna
- Sasunaga
- Satrapodes
- Savara
- Savoca
- Scambina
- Scedopla
- Scelescepon
- Schachowskoya
- Schalidomitra
- Schalifrontia
- Schausia
- Schausilla
- Schawagrotis
- Schazama
- Schinia
- Schiraces
- Schistorhynx
- Schoyenia
- Schrankia
- Sciatta
- Sciomesa
- Scioptila
- Sclereuxoa
- Sclerogenia
- Scodionyx
- Scoedisa
- Scolecocampa
- Scoliopteryx
- Scopariopsis
- Scopelopus
- Scopifera
- Scotia
- Scotocampa
- Scotochrosta
- Scotogramma
- Scotostena
- Scriptania
- Scriptoplusia
- Scrobigera
- Sculptifrontia
- Scutirodes
- Scythobrya
- Scythocentropus
- Sedina
- Segetia
- Seirocastnia
- Selambina
- Selenisa
- Selenistis
- Selenoperas
- Selicanis
- Semiophora
- Semiothisops
- Seneratia
- Senta
- Septis
- Sergiusia
- Seria
- Sericaglaea
- Sericia
- Serpmyxis
- Serrodes
- Serryvania
- Sesamia
- Setagrotis
- Setida
- Seudyra
- Sexserrata
- Shapis
- Shensiplusia
- Shiraia
- Siavana
- Siccyna
- Sidemia
- Sideridis
- Sigela
- Sigmuncus
- Silacida
- Silda
- Sillignea
- Simplicala
- Simplicia
- Simplitype
- Simyra
- Sinarella
- Sinariola
- Sineugraphe
- Singara
- Sinipolia
- Sinocharis
- Sinognorisma
- Sinosia
- Sinotibetana
- Sinupistis
- Sipatosia
- Sirioba
- Sisputa
- Sisyrhypena
- Sitophora
- Smicroloba
- Smyra
- Solgaitiana
- Soloe
- Soloella
- Somalibrya
- Sophaga
- Sophta
- Sorygaza
- Sosxetra
- Sotigena
- Spaelotis
- Spargaloma
- Sparkia
- Spartiniphaga
- Spectronissa
- Spectrophysa
- Speia
- Speiredonia
- Speocropia
- Spersara
- Sphetta
- Sphida
- Sphingomorpha
- Sphragifera
- Spilobotys
- Spiloloma
- Spinagrotis
- Spinipalpa
- Spirama
- Spiramater
- Spodoptera
- Spragueia
- Spudaea
- Squamipalpis
- Stadna
- Staga
- Standfussiana
- Standfussrhyacia
- Staurophora
- Stauropides
- Steganiodes
- Steiria
- Stellagyris
- Stellidia
- Stemmaphora
- Stemonoceras
- Stenagrotis
- Stenbergmania
- Stenhypena
- Stenocarsia
- Stenocodia
- Stenocryptis
- Stenodrina
- Stenoecia
- Stenograpta
- Stenoloba
- Stenopaltis
- Stenopis
- Stenoprora
- Stenopterygia
- Stenorache
- Stenosomides
- Stenosticta
- Stenostigma
- Stenostygia
- Stenoxia
- Stenozethes
- Stibadium
- Stibaena
- Stibaera
- Stictigramma
- Stictoptera
- Stigmoplusia
- Stilbia
- Stilbina
- Stilbotis
- Stimmia
- Stiria
- Stiriodes
- Stomafrontia
- Stonychota
- Storthoptera
- Strabea
- Strathocles
- Strepselydna
- Strepsimanes
- Stretchia
- Striagrotis
- Striaptera
- Stridova
- Strigania
- Strigina
- Strigiphlebia
- Strongylosia
- Stygiathetis
- Stygiodrina
- Stygionyx
- Stygiostola
- Stylopoda
- Stylorache
- Subacronicta
- Subanua
- Subleuconycta
- Subnoctua
- Subsimplicia
- Subthalpa
- Sudariophora
- Sugia
- Sugitania
- Suma
- Sundwarda
- Sunira
- Supersypnoides
- Supralathosea
- Sutyna
- Swinhoea
- Syagrana
- Sydiva
- Syfania
- Syfanoidea
- Syllectra
- Symmolpis
- Sympis
- Sympistis
- Sympistoides
- Symplusia
- Synalamis
- Synalissa
- Synanomogyna
- Syncalama
- Synclerostola
- Synedoida
- Syngatha
- Syngrapha
- Synolulis
- Synomera
- Synorthodes
- Synthaca
- Syntheta
- Synthymia
- Synvaleria
- Synyrias
- Sypna
- Sypnoides
- Syrnia
- Syrrusis
- Syrrusoides
- Systaticospora
- Systremma

## T
- Tabomeeres
- Tachosa
- Tadaxa
- Taenerema
- Taeniopyga
- Taeniosea
- Tafalla
- Taivaleria
- Talapa
- Talapoptera
- Talariga
- Talmela
- Tamba
- Tamila
- Tamseale
- Tamseuxoa
- Tamsia
- Tamsola
- Tandilia
- Tanocryx
- Tantura
- Taphonia
- Tarache
- Tarachephia
- Tarachidia
- Taraconica
- Taramina
- Targalla
- Targallodes
- Tarista
- Tarsicopia
- Taseopteryx
- Tathodelta
- Tathorhynchus
- Tatorinia
- Tautobriga
- Taveta
- Tavia
- Tavila
- Taviodes
- Technemon
- Tectorea
- Tegarpagon
- Tegiapa
- Tegteza
- Teinoletis
- Teinoptera
- Telmia
- Telorta
- Temnoptera
- Tendarba
- Tephrialia
- Tephrias
- Tephrinops
- Tephriopis
- Tephrochares
- Teratocera
- Teratoglaea
- Tesagrotis
- Tesomonoda
- Tetanolita
- Tetracme
- Tetrapyra
- Tetrapyrgia
- Tetrargentia
- Tetrastictypena
- Tetrisia
- Teucocranon
- Thalatha
- Thalathoides
- Thalatta
- Thalerastria
- Thalomicra
- Thalpophila
- Thargelia
- Thaumasiodes
- Thausgea
- Thecamichtis
- Thegalea
- Thelidora
- Thelxinoa
- Themma
- Theotinus
- Therasea
- Thermesia
- Thermosara
- Thiachroia
- Thiacidas
- Thiochroa
- Thiona
- Thioptera
- Tholera
- Tholeropsis
- Tholocoleus
- Tholomiges
- Thopelia
- Thoracolopha
- Thoracolophotos
- Thria
- Throana
- Thurberiphaga
- Thurnerichola
- Thursania
- Thyas
- Thyatirina
- Thyatirodes
- Thyreion
- Thyrestra
- Thyria
- Thyridospila
- Thyriodes
- Thyrostipa
- Thysania
- Thysanoplusia
- Tibiocillaria
- Tibracana
- Tigrana
- Tigreana
- Tiliacea
- Timora
- Tineocephala
- Tinnodoa
- Tinolius
- Tipasa
- Tipasodes
- Tipra
- Tiracola
- Tiridata
- Tiruvaca
- Tisagronia
- Tmetolophota
- Toana
- Toanodes
- Toanopsis
- Tochara
- Tolna
- Tolnaodes
- Toanopsis
- Tolnosphingia
- Tolpia
- Tolpiodes
- Tornacontia
- Tornosinus
- Tosacantha
- Toxocampa
- Toxonprucha
- Toxophleps
- Trachea
- Tracheoides
- Tracheplexia
- Trachodopalpus
- Trachysmatis
- Tracta
- Tranoses
- Transbryoleuca
- Transeuplexia
- Translatix
- Transsimyra
- Trapezoptera
- Trauaxa
- Treitschkendia
- Triaena
- Trichagrotis
- Trichanarta
- Trichanua
- Trichestra
- Tricheurois
- Trichobathra
- Trichoblemma
- Trichocerapoda
- Trichoclea
- Trichocosmia
- Trichofeltia
- Trichogatha
- Tricholita
- Tricholonche
- Trichopalpina
- Trichophotia
- Trichoplexia
- Trichoplusia
- Trichopolia
- Trichopolydesma
- Trichoptya
- Trichordestra
- Trichorhiza
- Trichoridia
- Trichorthosia
- Trichosellus
- Trichosilia
- Trichospolas
- Trichotarache
- Trichypena
- Tricopis
- Tricraterifrontia
- Tridentifrons
- Tridepia
- Trigeminostola
- Trigonephra
- Trigonistis
- Trigonochrostia
- Trigonodes
- Trigonodesma
- Trigonophora
- Trilophia
- Trilophonota
- Tringilburra
- Triocnemis
- Triommatodes
- Triphaenopsis
- Tripseuxoa
- Tripudia
- Trisateles
- Trispila
- Trissernis
- Trissophaes
- Tristyla
- Trisula
- Trisulana
- Trisulopsis
- Tritomoceras
- Troctoptera
- Trogacontia
- Trogatha
- Trogoblemma
- Trogocraspis
- Trogogonia
- Trogotorna
- Tropidtamba
- Trothisa
- Trotosema
- Trudestra
- Trumuspis
- Tschetwerikovia
- Tuerta
- Tuertella
- Tumidifrontia
- Tunocaria
- Tunza
- Turacina
- Turanica
- Turbula
- Tycomarptes
- Tycracona
- Tympanobasis
- Tyrissa
- Tyta
- Tytroca

## U
- Ufeus
- Ugana
- Ugia
- Ugiodes
- Ulochlaena
- Ulolonche
- Ulosyneda
- Ulotrichopus
- Uncula
- Uniptena
- Uniramodes
- Uollega
- Upothenia
- Uracontia
- Uripao
- Ursogastra
- Usbeca
- Uzinia
- Uzomathis

## V
- Valeria
- Valerietta
- Valeriodes
- Vallagyris
- Vandana
- Vapara
- Varia
- Varicosia
- Varina
- Veia
- Velazconia
- Vescisa
- Vespola
- Vestura
- Via
- Victrix
- Vietteania
- Viettentia
- Villosa
- Viminia
- Violaphotia
- Virgo
- Viridemas
- Vittappressa
- Vogia
- Volazaha
- Vulcanica

## W
- Walterella
- Weymeria
- Wilemaniella
- Wilkara

## X
- Xandria
- Xanthanomis
- Xanthia
- Xanthiria
- Xanthirinopsis
- Xanthocosmia
- Xanthodesma
- Xanthograpta
- Xantholepis
- Xanthomera
- Xanthomixis
- Xanthopastis
- Xanthospilopteryx
- Xanthostha
- Xanthothrix
- Xenapamea
- Xenopachnobia
- Xenophysa
- Xenopseustis
- Xenotrachea
- Xerociris
- Xestia
- Xiana
- Xipholeucania
- Xoria
- Xylena
- Xylinissa
- Xyliodes
- Xylis
- Xylocampa
- Xylomania
- Xylomoia
- Xylophylla
- Xylopolia
- Xylormisa
- Xylostola
- Xylotype
- Xymehops
- Xystopeplus

## Y
- Yepcalphis
- Yerongponga
- Yidalpta
- Yigoga
- Ypsia
- Ypsora
- Yrias
- Yula

## Z
- Zacthys
- Zagira
- Zagorista
- Zalaca
- Zale
- Zaleodes
- Zaleops
- Zalissa
- Zanclognatha
- Zanclopalpus
- Zanclostathme
- Zarima
- Zatilpa
- Zazanisa
- Zebeeba
- Zekelita
- Zelicodes
- Zellerminia
- Zenomia
- Zeteolyga
- Zethes
- Zethesides
- Zeuxinia
- Ziela
- Zigera
- Zinna
- Zirona
- Zitna
- Ziza
- Zobia
- Zonoplusia
- Zophochroa
- Zorothis
- Zorzines
- Zosichrysia
- Zosteropoda
- Zotheca
- Zurobata
- Zutragum